# 水生龙胆
水生龙胆（学名：Gentiana aquatica）是龙胆科龙胆属的植物。分布在北美、蒙古、俄罗斯、日本以及中国大陆的新疆等地，生长于海拔3,050米的地区，见于河漫滩，目前尚未由人工引种栽培。